# Ruy Castro
Ruy Castro (Caratinga, 26 de fevereiro de 1948) é um jornalista, biógrafo e escritor brasileiro.

## Biografia
Nascido em Caratinga, no interior de Minas Gerais, mudou-se ainda em seus primeiros anos de vida com seus pais para a cidade do Rio de Janeiro. Formou-se no curso de Ciências Sociais, na então Faculdade Nacional de Filosofia (FNFi) - atual Universidade Federal do Rio de Janeiro (UFRJ), porém, nunca atuou na área.
Castro tem passagem por importantes veículos da imprensa do Rio e de São Paulo a partir de 1967, e escritor, a partir de 1988. É reconhecido pela produção de biografias como O Anjo Pornográfico (a vida de Nelson Rodrigues), Estrela Solitária (sobre Garrincha), Carmen (sobre Carmen Miranda) e de livros de reconstituição histórica, noção como Chega de Saudade (sobre a Bossa nova), Ela é Carioca (sobre o bairro de Ipanema, no Rio) e A Noite do Meu Bem (sobre o samba-canção).
Parte de sua produção jornalística foi reunida em livros como Um Filme é para Sempre (sobre cinema), Tempestade de Ritmos (sobre música popular) e O Leitor Apaixonado (sobre literatura). Escreveu também um ensaio sobre o Rio, Carnaval no Fogo: Crônica de uma Cidade Excitante Demais. Seus livros têm edições nos Estados Unidos, Japão, Inglaterra, Alemanha, Portugal, Espanha, Itália, Polônia, Rússia e Turquia. Em ficção, é autor do romance Era no Tempo do Rei, das novelas Bilac Vê Estrelas e O Pai Que Era Mãe, e de condensações de clássicos como Frankenstein, de Mary Shelley, e Alice no País das Maravilhas, de Lewis Carroll.
A seu respeito foi publicado o livro Álbum de Retratos: Ruy Castro, uma minifotobiografia, pela editora Folha Seca. Vencedor do Prêmio Esso de Literatura, do Prêmio Nestlé de Literatura Brasileira e de quatro Jabutis.
Em 18 de setembro de 2006, Castro foi internado no Hospital Cardiotrauma, em Ipanema, após sofrer um infarto agudo do miocárdio. Ali foi submetido a uma angioplastia coronariana e à colocação de um stent. Foi liberado após três dias.
Em julho de 2022, inscreveu sua candidatura à cadeira 13 da Academia Brasileira de Letras (ABL) por ocasião da morte de Sérgio Paulo Rouanet. Sua inscrição foi entregue a Merval Pereira, e ele disputará a cadeira com Raquel Naveira e Jackeson dos Santos Lacerda. Considerado o favorito para assumir a posição, foi eleito para a cadeira no dia 6 de outubro de 2022, após conquistar 32 do 35 votantes.

### Academia Brasileira de Letras
Em 6 de outubro de 2022, foi eleito para a cadeira 13 da Academia Brasileira de Letras (ABL), na vaga antes ocupada por Sérgio Paulo Rouanet.
Tomou posse como novo membro da ABL, em cerimônia realizada na sede da entidade, em 3 de março de 2023. Foi recebido com o discurso do acadêmico Antônio Carlos Secchin.

### Folha de S.Paulo
Quatro vezes por semana (às quartas, quintas, sábados e domingos), Ruy publica crônicas sobre o cotidiano e curiosidades da sociedade em sua coluna no jornal Folha de S.Paulo.

## Obras publicadas
- Chega de Saudade: A História e as Histórias da Bossa Nova - 1990; edição revista - 2016;[11]
- O Anjo Pornográfico: A vida de Nelson Rodrigues - 1992;
- Saudades do Século XX - 1994;
- Estrela Solitária - Um Brasileiro Chamado Garrincha - 1995 (prêmio Jabuti em 1996[12]);
- Uma Pulga na Camisola - 1996
- Ela é Carioca - 1999;
- Bilac Vê Estrelas - 2000;
- O Pai que era Mãe - 2001;
- A Onda que se Ergueu no Mar - 2001;
- Carnaval no Fogo - 2003;
- Flamengo: O Vermelho e o Negro - 2004;
- Amestrando Orgasmos - 2004;
- Carmen - Uma Biografia - 2005;
- Rio Bossa Nova - 2006;
- Tempestade de Ritmos - 2007;
- Era no tempo do rei: Um romance da chegada da corte - 2007;
- Terramarear (coautoria com Heloísa Seixas) - 2011;
- Morrer de Prazer - Crônicas da Vida por um Fio - 2013;
- Letra e música - 2013;
- A noite do meu bem - a história e as histórias do Samba-Canção - 2015;
- Metrópole à Beira-Mar - O Rio moderno dos anos 20 - 2019
- As vozes da metrópole: Uma antologia do Rio dos anos 20 - 2021
- Os perigos do imperador: Um romance do Segundo Reinado - 2022
- A vida por escrito: Ciência e arte da biografia - 2022
- Trincheira Tropical: A Segunda Guerra Mundial no Rio - 2025;[13]

### Participações, adaptações e antologias
- Mau Humor: Uma antologia definitiva de citações venenosas;
- Contos de Estimação;
- Querido Poeta: Correspondência de Vinicius de Moraes;
- Frankenstein;

## Prêmios
Em 2021, ganhou o prêmio Machado de Assis pelo conjunto de sua obra.
Prêmio Jabuti Melhor Romance 2023 com o livro "Os Perigos do Imperador: Um Romance do Segundo Reinado".